# Librairie Arthaud
Pour les articles homonymes, voir Arthaud.
La Librairie Arthaud, dont la plus grande partie est installée dans les murs de la maison Rabot à Grenoble, est une librairie reprise en octobre 2020 par Marc Bordier, un entrepreneur du livre et du numérique.
L'entrée principale de cette institution grenobloise est située dans la Grande Rue, à proximité immédiate de la place Grenette, en plein cœur de la zone piétonnière et commerçante du Vieux Grenoble.

## Histoire

### Création
Selon son site en ligne, cette librairie, située en partie dans la Maison Rabot, datant du XVIe siècle, est dénommée sous ce nom depuis les années 1920 alors que la vente de livres et d'ouvrages d'édition était déjà installé sur ce lieu depuis le début du XIXe siècle
Son nom est également lié à la maison d'édition Arthaud, créée en 1882 par le libraire Jules Rey, alors propriétaire des lieux.
En 1930 à la suite du succès, Benjamin Arthaud, le gendre de Jules Rey et qui lui a succédé, décide d'installer un bureau des éditions Arthaud à Paris dans le 6e arrondissement, rue de Mézières. En 1977, Jacques Arthaud cèdera la maison d'édition et la librairie à Flammarion,.

### Menace de fermeture
Acquis par DirectGroup France, alors partie du groupe Bertelsmann, le réseau Chapitre, propriétaire de la librairie annonce un plan de sauvegarde de l'emploi, en raison de lourdes pertes et se retrouve en situation de cessation de paiement à la fin de l'année 2013. La librairie Arthaud est alors menacée de fermeture dès la fin du premier trimestre 2014. Plusieurs dizaines de milliers de personnes se mobilisent dès que ces difficultés financières sont connues et signent une pétition s'opposant à la fermeture de la librairie grenobloise.
Durant cette période, cinquante-sept auteurs de bande dessinée européens décident d'apporter leur soutien, au travers d"un album inédit, aux salariés de la librairie. Parmi ces auteurs, Jean-Pierre Gibrat, Hermann, Francis Bergèse, Emmanuel Lepage, Zep ainsi que Jean-François et Maryse Charles.
En avril 2014, le tribunal de commerce de Paris valide l’offre de reprise d’Arthaud par Philippe Sylvestre, ce qui permet à la librairie de continuer à fonctionner avec ses 42 salariés,. En octobre 2020, la librairie est rachetée par deux anciens cadres d'Amazon, Marc Bordier et Emmanuelle Henry.

## Activités
Cette librairie généraliste propose de nombreux articles sur trois niveaux (le quatrième étant réservé à une salle d'exposition). Les rayons principaux sont consacrés aux romans, à la bande dessinée, à la carterie ainsi qu'aux livres de voyage et aux livres scolaires. Il existe également un rayon papeterie.
En septembre 2021, s'appuyant sur un stock de 80 000 références de livres de la librairie, les nouveaux dirigeants lancent la plateforme Lireka proposant la livraison gratuite de livres en français dans le monde entier,.

## Salle d'exposition
Le troisième et dernier étage de la librairie héberge la salle Rabot, consacrée aux expositions organisées par la librairie. Cet espace permet aux différents artistes de partager et de présenter au public grenoblois leurs travaux de création, au niveau littéraire mais également de peinture ou de photographie. Le 29 novembre 2021, le président François Hollande y dédicace son livre.

## Galerie

Quelques photos intérieures et extérieures de la librairie Arthaud
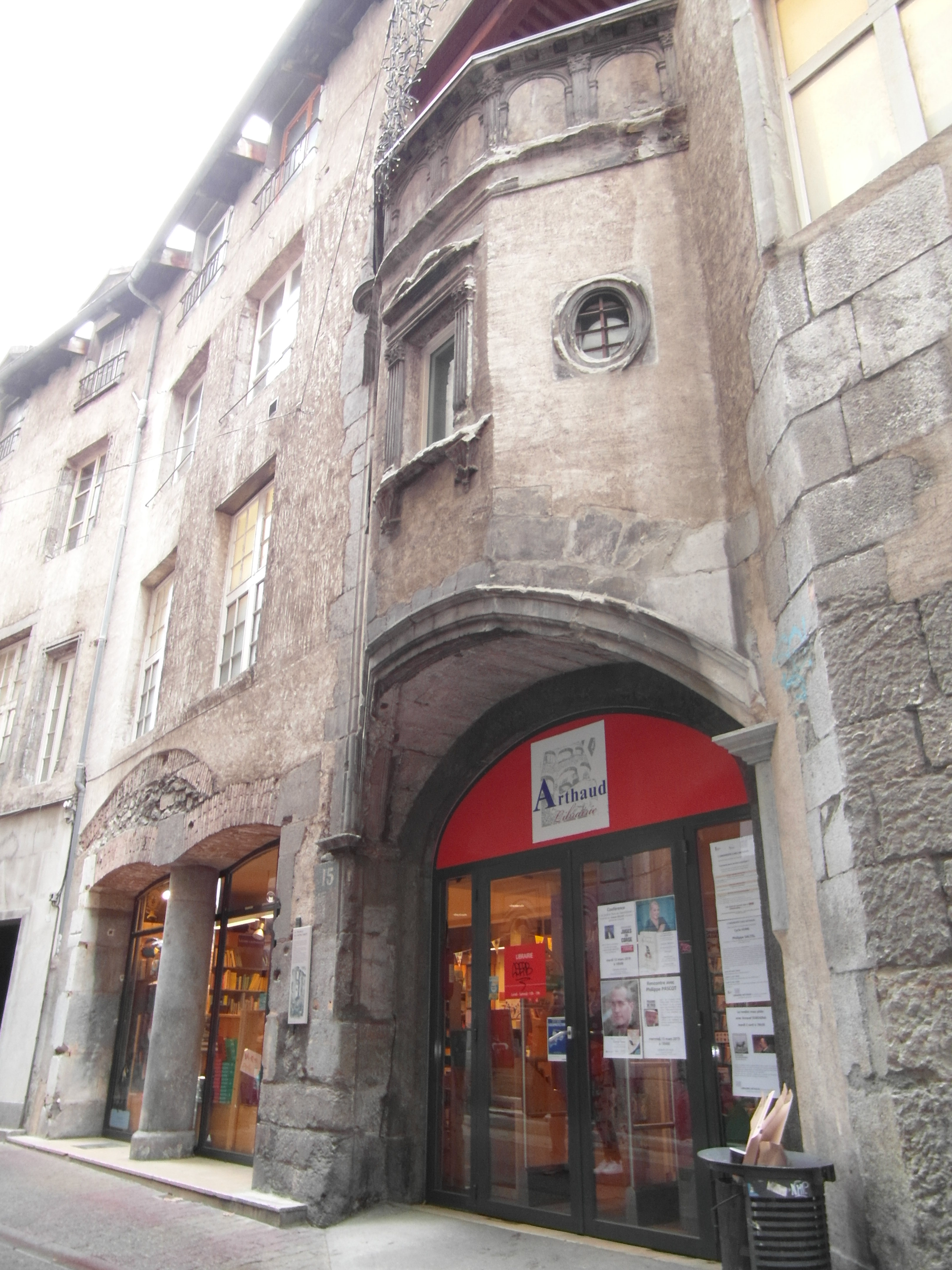
Autre entrée de la Librarie Arhaud
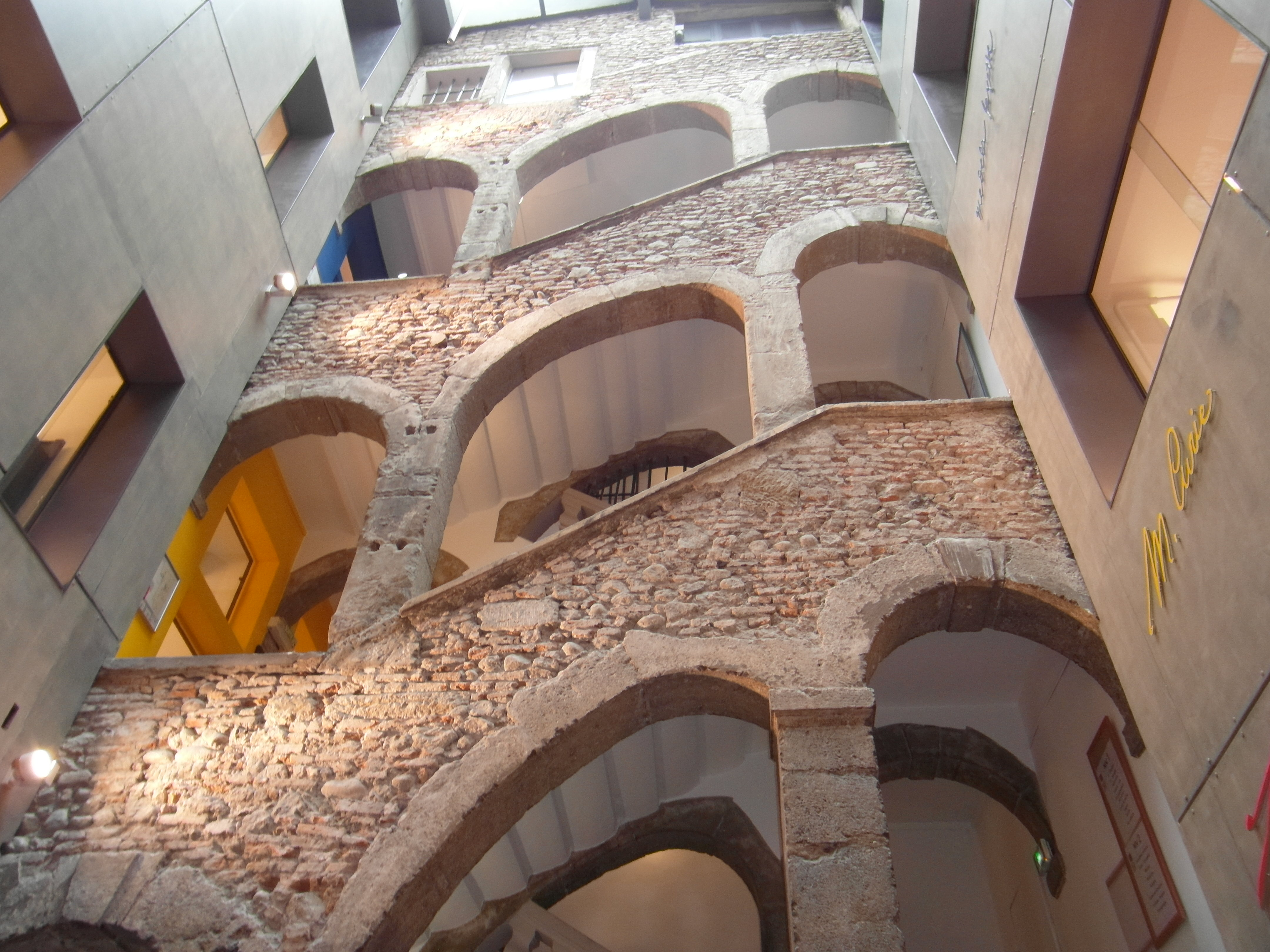
Escalier intérieur
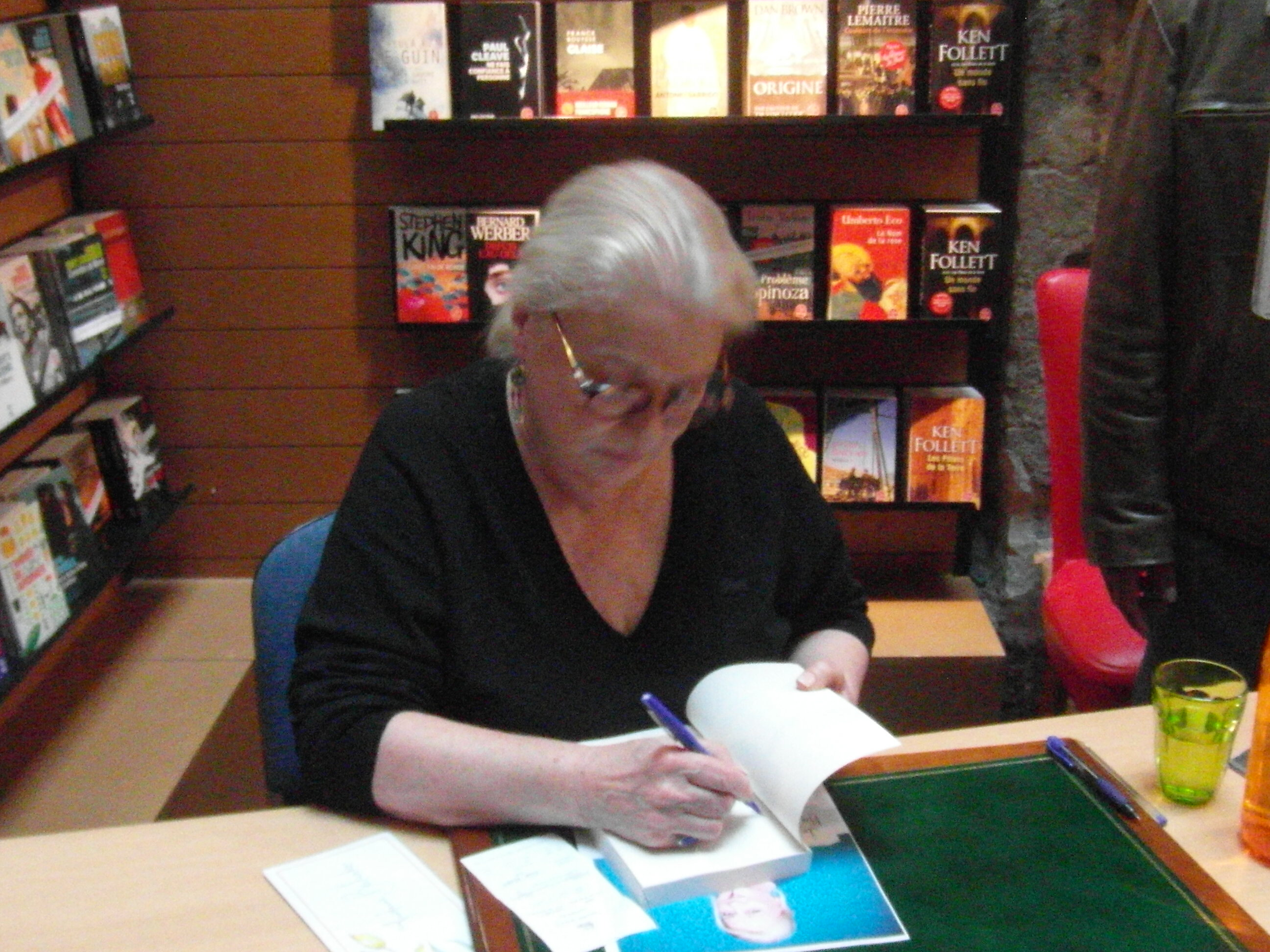
Josiane Balasko dans la salle de l'escalier
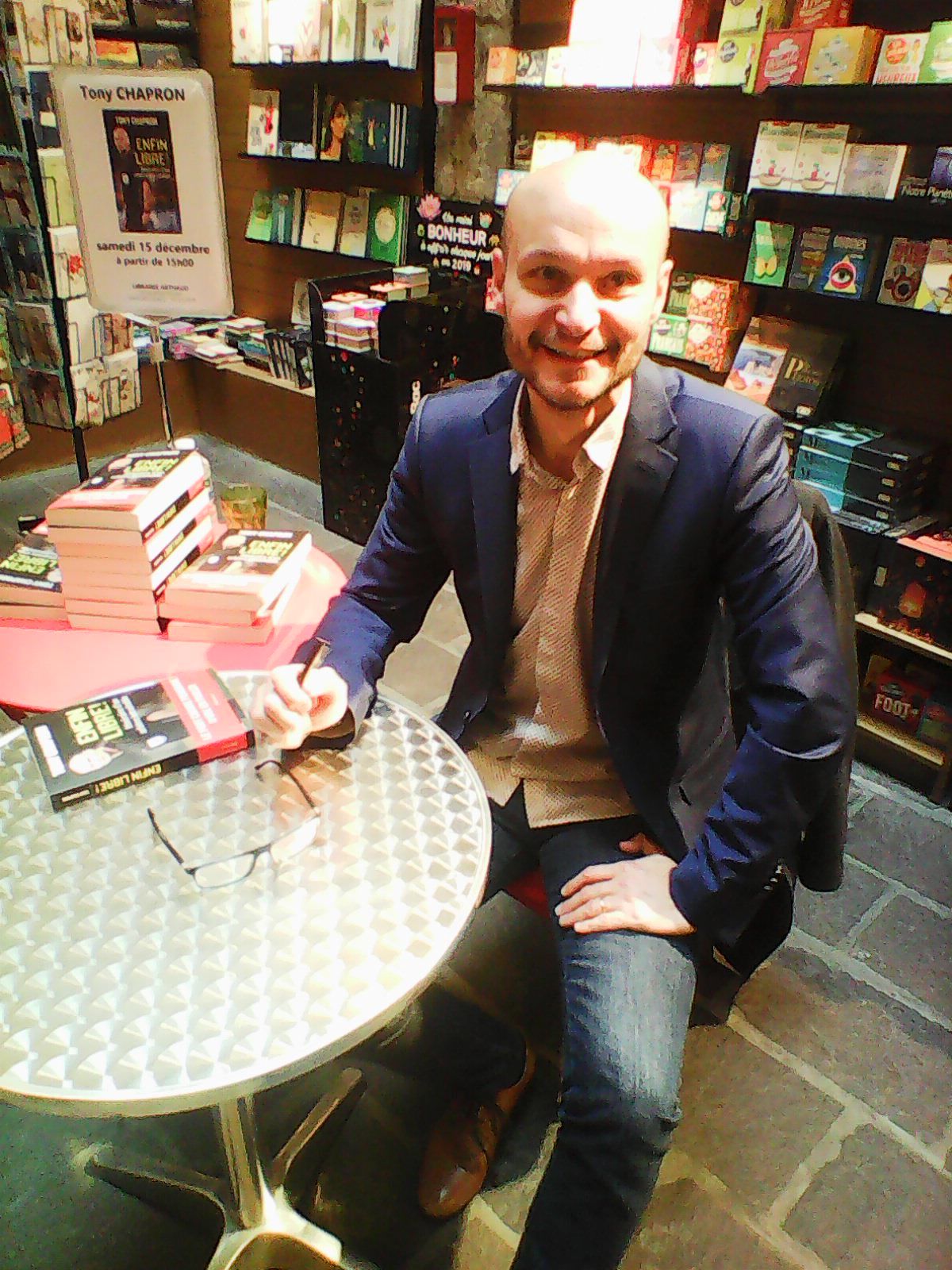
Tony Chapron dans la salle de l'escalier
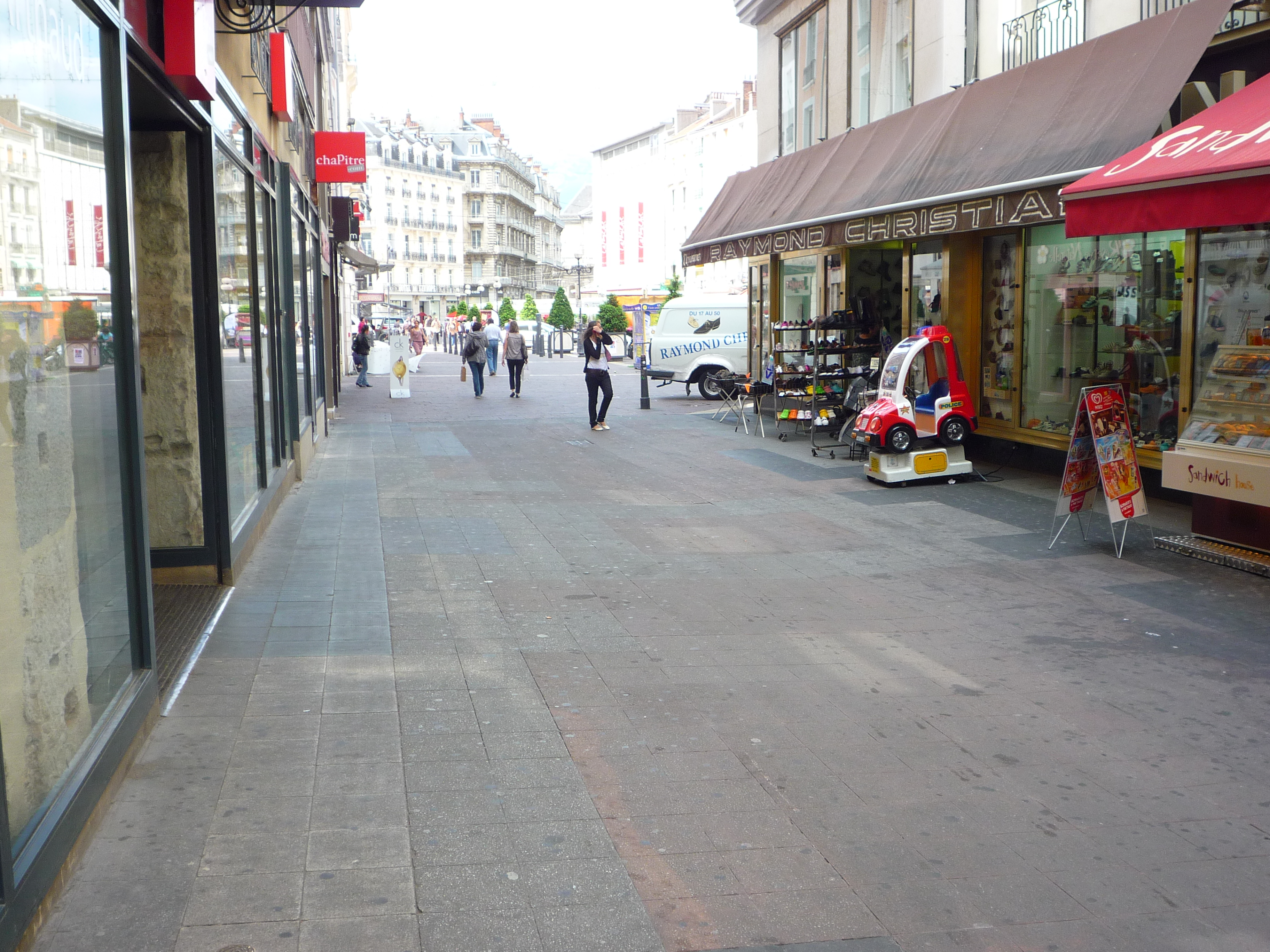
La Grande Rue (la libraririe est située sur la gauche de la photo)
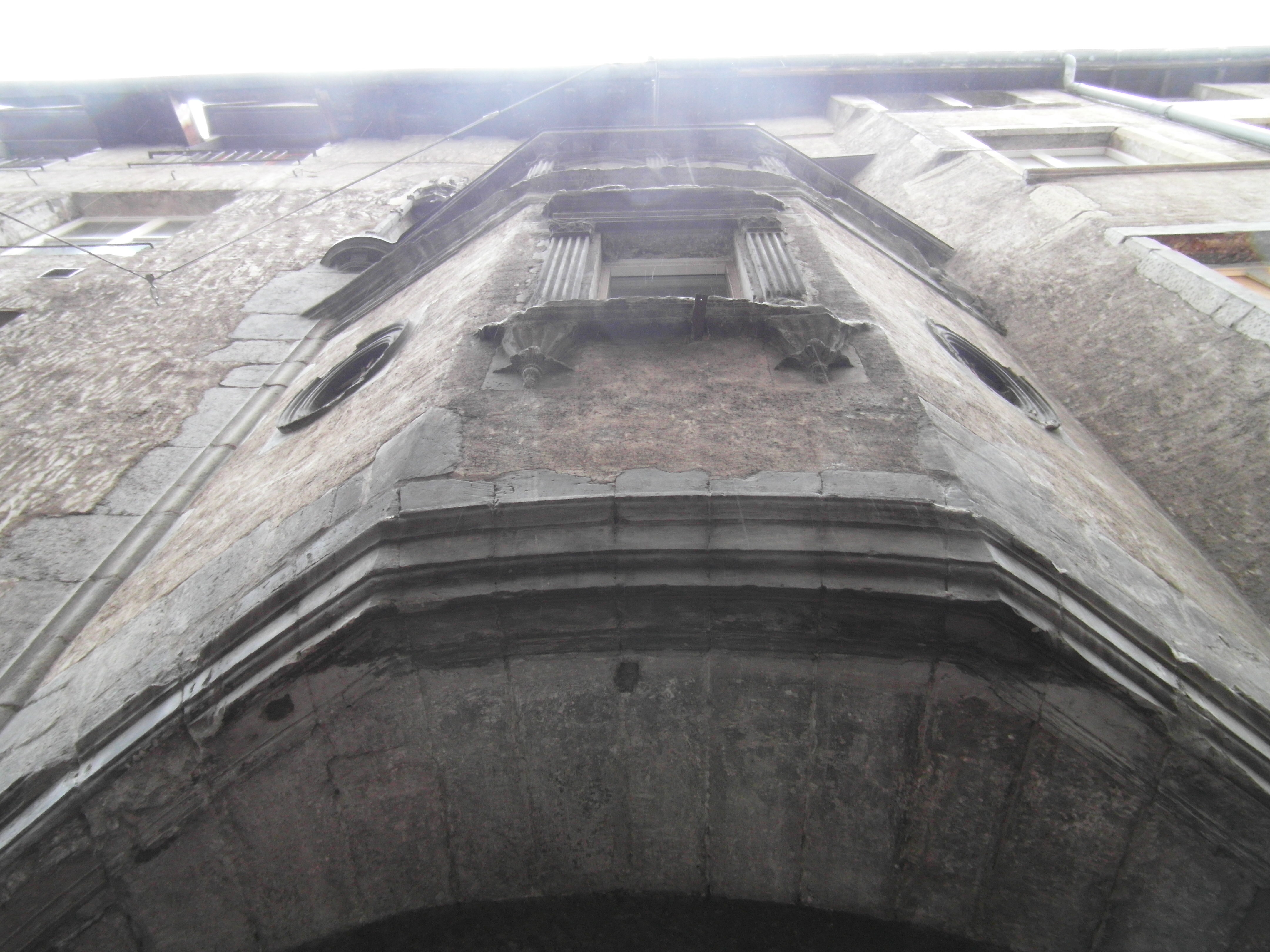
Encorbellement de la maison Rabot